# Acordo de Genebra (2003)

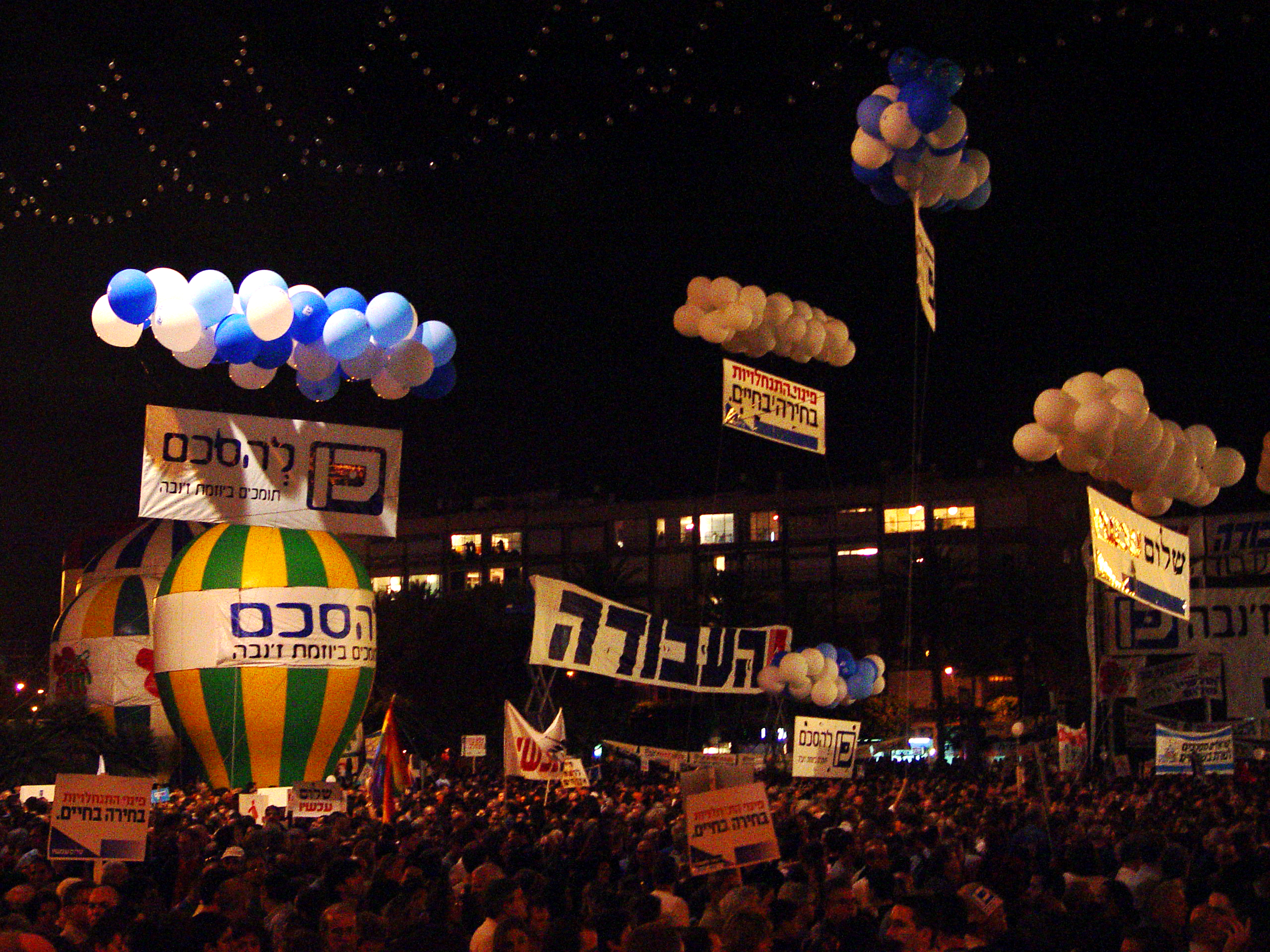
Manifestação em Tel Aviv apoiando o Acordo de Genebra, 2004

O Acordo de Genebra, é um projeto de Acordo de Status Permanente para encerrar o conflito israelense-palestino, com base em negociações oficiais anteriores, resoluções internacionais, o Roteiro do Quarteto, os Parâmetros Clinton e a Iniciativa de Paz Árabe. O documento foi concluído em 12 de outubro de 2003.
O Acordo foi preparado em segredo por mais de 2 anos antes do documento de 50 páginas ser oficialmente lançado em 1 de dezembro de 2003, em uma cerimônia em Genebra, Suíça. Entre seus criadores estavam negociadores formais e arquitetos de rodadas anteriores de negociações israelense-palestinas, incluindo o ex-ministro e político israelense Yossi Beilin e o ex- ministro da Autoridade Palestina Yasser Abed Rabbo. Ambos observaram que o acordo de Genebra não obrigava nenhum de seus respectivos governos, embora Abed Rabbo fosse ministro no momento em que este documento foi escrito. A Iniciativa obteve amplo apoio internacional, mas foi duramente criticada pelo primeiro-ministro israelense, Ariel Sharon.
Em setembro de 2009, uma versão expandida detalhada do plano foi lançada. Os anexos servem como um suplemento ao Acordo de Genebra, delineando as medidas práticas necessárias para a implementação bem-sucedida da solução de dois Estados. Eles cobrem questões importantes, incluindo segurança, passagens de fronteira, Grupo de Implementação e Verificação (IVG), estradas, gestão de água, questões ambientais, economia e a divisão de Jerusalém.